# Municipio de Skurup
El municipio de Skurup (en sueco: Skurups kommun) es un municipio de Escania, la provincia más austral de Suecia. Su sede se encuentra en la localidad de Skurup. El municipio actual se formó en 1971 cuando la ciudad de mercado (köping) de Skurup se fusionó con Rydsgård y Vemmenhög.

## Historia
La sociedad municipal de Skurup se estableció el 1 de junio de 1895 en el municipio del condado de Skurup . La sociedad municipal se disolvió en 1914 cuando el köping de Skurup estalló en el municipio del condado. En 1949, el municipio de Köping incorporó el municipio del condado de Skurup.
En la reforma municipal en 1952 se incorporó el municipio rural de Hassle-Bösarps de la ciudad comercial de Skurup y lo mismo fueron los otros municipios en el entonces municipio rural de Rydsgårds y el municipio rural de Vemmenhögs.
El municipio de Skurup se formó durante la reforma municipal en 1971 por el köping de Skurup y los municipios rurales de Rydsgård y Vemmenhög.

## Demografía
El 31 de diciembre de 2015, la población del municipio de Skurup era de 15 149 personas. De ellos, 1673 personas (11,04%) nacieron en un país distinto de Suecia. El número de habitantes de origen extranjero era de 2086, o el 13,77% de la población (población total: 15 149 a 31 de diciembre de 2015). Al 31 de diciembre de 2002, el número de habitantes de origen extranjero según la misma definición era de 1214, o el 8,70% de la población (población total: 13 949 al 31 de diciembre de 2002).

### Localidades
Hay 4 áreas urbanas (tätort) en el municipio:
| # | Tätort   | Población |
| - | -------- | --------- |
| 1 | Skurup   | 6978      |
| 2 | Rydsgård | 1301      |
| 3 | Skivarp  | 1252      |
| 4 | Abbekås  | 708       |

## Ciudades hermanas
Skurup está hermanado o tiene tratado de cooperación con:
- Niepars, Alemania